# Mezoregion Triângulo Mineiro e Alto Paranaíba

Mezoregion Triângulo Mineiro e Alto Paranaíba

Mezoregion Triângulo Mineiro e Alto Paranaíba – mezoregion w brazylijskim stanie Minas Gerais, skupia 66 gminy zgrupowanych w siedmiu mikroregionach. 

## Mikroregiony
- Araxá
- Frutal
- Ituiutaba
- Patos de Minas
- Patrocínio
- Uberaba
- Uberlândia